# Bariumbromaat
Bariumbromaat is het bariumzout van waterstofbromaat, met als brutoformule Ba(BrO3)2. De stof komt voor als wit kristallijn poeder, dat matig oplosbaar is in water. 

## Synthese
Bariumbromaat kan bereid worden door het koken van een waterig mengsel van bariumchloride en kaliumbromaat:
{\displaystyle {\ce {BaCl2 + 2KBrO3 -> Ba(BrO3)2 + 2KCl}}}

## Kristalstructuur en eigenschappen
Bariumbromaat kristalliseert uit in het monoklien kristalstelsel en behoort tot ruimtegroep C2/c. De parameters van de eenheidscel bedragen:
- a = 1332 pm
- b = 790 pm
- c = 858 pm
- β = 134,2°

De kristallen vormen ook een monohydraat, dat bij hogere temperatuur zijn kristalwater afgeeft. Bij verhitten ontleedt de verbinding:
{\displaystyle {\ce {Ba(BrO3)2 -> BaBr2 + 3O2 (^)}}}
Bariumbromaat is een sterke oxidator.

## Toepassingen
Bariumbromaat wordt gebruikt als oxidator en als corrosie-inhibitor.